# Rebeca Gyumi
Rebeca Z. Gyumi est fondatrice et directrice exécutive de Msichana Initiative, une ONG tanzanienne qui vise à rendre les filles autonomes grâce à l'éducation et à affronter les principaux défis qui limitent le droit des filles à l'éducation. Elle a travaillé pendant plus de 8 ans en tant que personnalité de la télévision et défenseure des jeunes avec Femina, une organisation centrée sur les jeunes.

## Enfance et éducation
Née à Dodoma en Tanzanie, elle est d'abord allée à l'école primaire Mazengo de Dodoma, et y a poursuivi ses études secondaires au Kikuyu Day Secondary, avant d'aller au lycée Kilakala de Morogoro. Ensuite elle a  obtenu un diplôme en droit à l'Université de Dar Es Salaam.

## Carrière
Rebeca Gyumi est fondatrice et directrice exécutive de Msichana Initiative, une ONG locale qui vise à autonomiser les fillettes par l'éducation et à relever les principaux défis qui limitent leur droit à l'éducation. En tant que personnalité de la télévision et défenseure des jeunes elle a travaillé pendant plus de 8 ans avec Femina, une organisation s'occupant des jeunes,,. Avocate de profession, après avoir déposé une pétition à la Haute Cour de Tanzanie pour contester la loi de 1971 sur le mariage en Tanzanie, qui permettait à des filles de 14 ans de se marier, elle a remporté une victoire historique en obtenant une décision qui a porté à 18 ans l'âge minimum du mariage pour les garçons et les filles,,.
Très engagée et expérimentée dans la défense des jeunes, elle a été à l'avant-garde pour diverses questions par le biais des organisations dont elle est membre et par ses initiatives individuelles en tant que bénévole et ambassadrice.
Elle a voyagé dans différentes régions de la Tanzanie pour inciter les jeunes à discuter de problèmes immédiats, tels que leur engagement civique, leur santé et leurs droits sexuels et reproductifs, ainsi que de leur autonomisation économique. Ses propos audacieux sur les problèmes de la jeunesse en Tanzanie lui ont permis d'obtenir une plate-forme pour discuter et animer différents forums nationaux et internationaux axés sur la jeunesse, notamment les filles.
Elle a gagné la confiance de nombreux jeunes en Tanzanie, ce qui l'a amenée à devenir présidente, modératrice et membre du conseil d'administration de diverses organisations de jeunesse. Rebeca a été vice-présidente de l'Association tanzanienne des anciens des États américains (TUSSAA), ambassadrice de Trek4Mandela Tanzanie et elle siège au conseil d'administration du projet SNV-Pays-Bas, Opportunity for Youth Employment(OYE). Elle a présidé et animé en juillet 2013 le Forum national des jeunes sur la constitution, qui a réuni des jeunes de Tanzanie continentale et de Zanzibar pour discuter, évaluer et valider le projet de Constitution et proposer des recommandations destinées à la commission de réforme.
Elle a présidé le Consortium national des OSC (Organisation de la société civile) de la jeunesse en plaidant pour la promulgation du Conseil national de la jeunesse, ce qui a conduit à l'inclusion du Conseil national de la jeunesse dans le projet de constitution et à l'adoption du projet de loi par le parlement de la république unie de Tanzanie. En 2015, elle a mené une campagne électorale pour la représentation des filles lors des élections générales en Tanzanie, veillant à ce que les propositions des jeunes et des filles en particulier soit correctement présentées aux politiciens pour qu'ils les prennent en compte dans leurs manifestes, et à ce que les filles soient particulièrement encouragées et habilitées à participer aux élections générales. Cela impliquait de travailler avec la Global Peace Foundation en Tanzanie et de plaider pour une participation pacifique aux processus électoraux. En janvier 2017, elle a participé et contribué au 28e sommet de l'Union africaine en mettant l'accent sur la jeunesse « Exploiter le dividende démographique par des investissements dans la jeunesse ». Elle a participé à la discussion « Innovation technologique : utiliser les médias sociaux pour intégrer l'éducation sociale et financière » à la réunion mondiale Aflatoun (Nairobi, Kenya). L'accent était mis sur la manière de concevoir des initiatives pour les jeunes en mettant l'accent sur l'avancement technologique et l'utilisation des nouveaux médias et des médias sociaux[réf. souhaitée].
En novembre 2013, elle a été sélectionnée par l'ambassade des États-Unis en Tanzanie auprès du département d'État américain pour participer au Programme de leadership des visiteurs internationaux (IVLP) pour les jeunes ayant un potentiel de leadership. Le premier prix des anciens élèves de l'IVLP pour l'innovation sociale et le changement lui a été décerné en 2017 pour sa victoire historique sur l'âge du mariage à la Haute Cour.
Elle est connue pour sa voix et son engagement à faire progresser les droits des jeunes femmes et leur participation aux niveaux national, régional et international. En 2012, elle a été ambassadrice et coordinatrice de la campagne nationale sous le gouvernement par le biais de la Tanzania Education Authority (TEA). La campagne visait à collecter des fonds pour la construction d'auberges destinées aux filles dans 8 régions de Tanzanie, et à secourir les filles qui devaient marcher sur de longues distances pour se rendre à l'école ou bien abandonner complètement leurs études.
En octobre 2016, elle a été invitée comme  principale conférencière à la Journée internationale des droits des filles de l'UNICEF, (New York, États-Unis). Et elle a reçu le Prix du changement social récompensant son travail lors du procès de juillet 2016 ayant mis fin à l'autorisation légale du mariage des enfants dans le pays.
Elle s'est entretenue en 2016 avec Melinda Gates pour discuter de l'implication des jeunes femmes dans l'agriculture à petite échelle, des défis et des solutions possibles. Elle a participé à la campagne Inspirer le changement de la Journée internationale des femmes du 8 mars 2014 : Woman to woman, discussion sur la question de l'égalité des sexes et l'importance de l'autonomisation des femmes et des filles pour la promotion de la communauté.
Elle est impliquée dans différentes campagnes mondiales de mobilisation de ressources par des initiatives impliquant les filles. En novembre 2016, elle a été impliquée par Filles, Pas Épouses dans la mobilisation de ressources contre les mariages d'enfants dans le monde. Elle fait partie des 9 membres  du comité consultatif du programme mondial FNUAP-UNICEF (Fonds des Nations unies pour la population) pour mettre fin aux mariages d'enfants. Rebeca est impliquée dans différentes campagnes et associations caritatives en tant que bénévole et ambassadrice, plaidant pour la sécurité dans les écoles et une éducation de qualité pour les étudiants tanzaniens.
Elle a publié plusieurs articles sur les problèmes des jeunes et des filles. En 2016, elle a eu le privilège de rédiger un avant-propos pour le rapport mondial de Save the Children sur les mariages d'enfants « Chaque dernier enfant » et écrit des articles populaires comme  « Le gouvernement devrait impliquer les jeunes dans la résolution de leurs problèmes ».
Rebeca est reconnue à l'échelle nationale et internationale pour son travail dans la promotion des droits des jeunes et des filles. Elle a été en 2016 lauréate du prix des objectifs mondiaux de l'UNICEF pour son travail dans la promotion des droits des filles en Tanzanie. Elle a été nommée parmi les femmes africaines de l'année 2016 par le magazine New African Woman. Rebeca est Global shaper du Forum économique mondial des jeunes leaders de l'Université du Cap<.

## Récompenses et nominations
| An   | Événement                                                                | Prix                                          | Bénéficiaire | Résultat |
| ---- | ------------------------------------------------------------------------ | --------------------------------------------- | ------------ | -------- |
| 2013 | Tanzanie Under 30 Youth Awards                                           | Catégorie d'impact social                     | Elle-même    | Nommée   |
| 2016 | Prix des objectifs mondiaux des Nations unies                            | Prix du changement social                     | Elle-même    | Prix     |
| 2017 | Prix des anciens du programme de leadership des visiteurs internationaux | Prix de l'innovation sociale et du changement | Elle-même    | Prix     |
|      | New Africa Woman Awards                                                  | Nouvelle femme africaine en pleine ascension  | Elle-même    | Nommée   |
|      | Prix Clouds Fm Malkia Wa Nguvu                                           | Icône inspirante                              | Elle-même    | Prix     |
| 2018 | Tanzanie Women of Achievement                                            | Prix Young Achiever                           | Elle-même    | Prix     |
| 2018 | Prix du siège des Nations unies à New York                               | Prix des droits de l'homme des Nations unies  | Elle-même    | Prix     |

- Gyumi figurait sur la liste des 100 femmes de la BBC annoncée le 23 novembre 2020[18].